# Sebastian Lang
Sebastian Lang (ur. 15 września 1979 w Sonnebergu) – były niemiecki kolarz szosowy. Był zawodnikiem grupy Silence-Lotto, z końcem sezonu 2011 wycofał się z zawodowego kolarstwa.
Największym sukcesem zawodnika jest zwycięstwo w wyścigu Post Danmark Rundt oraz dwukrotny triumf w wyścigu Hessen-Rundfahrt oraz jeden w Rheinland-Pfalz Rundfahrt. Był specjalistą jazdy indywidualnej na czas.

## Sukcesy
- 2002
  - wygrany etap w Rheinland-Pfalz Rundfahrt
- 2003
  - zwycięstwo w Post Danmark Rundt
- 2004
  - zwycięstwo w Hessen-Rundfahrt
- 2006
  - zwycięstwo w Hessen-Rundfahrt
  -  mistrz kraju w jeździe indywidualnej na czas